# Aubussargues
Aubussargues là một xã ở tỉnh Gard ở miền nam nước Pháp. Xã này có diện tích 8,52 km², dân số năm 1999 là 238 người. Khu vực này có độ cao trung bình 85 mét trên mực nước biển.